# Martin Kove
Martin Kove (New York, 6 maart 1946) is een Amerikaans acteur.
Van 1982-88 verscheen Kove in de hoofdcast van Cagney & Lacey als NYPD-detective Victor Isbecki, een ondersteunende rol die hij in latere televisiefilms voor de serie hernam. In dezelfde tijd verscheen Kove in de hitfilm The Karate Kid uit 1984 als Cobra Kai sensei John Kreese, een antagonist in de film. Na het spelen van een onbetrouwbare helikopterpiloot in de film Rambo: First Blood Part II uit 1985, keerde hij terug als Kreese voor het vervolg The Karate Kid Part II uit 1986 en het vervolg The Karate Kid Part III uit 1989.
In 2018 keerde Kove opnieuw terug als het personage Kreese voor de televisieserie Cobra Kai, een voortzetting van The Karate Kid-franchise die zich 34 jaar na de film uit 1984 afspeelt.

## Privé
Kove heeft twee zoons (een tweeling) en is gescheiden. Hij heeft een zwarte band in Okinawa-te karate.

## Filmografie

### Films
- Little Murders (1971)
- Women in Revolt (1971)
- Savages (1972)
- The Last House on the Left (1972)
- Cops and Robbers (1973)
- The Wild Party (1975)
- Capone (1975)
- Death Race 2000 (1975)
- White Line Fever (1975)
- The Four Deuces (1976)
- The White Buffalo (1977)
- Seven (1979)
- Blood Tide (1982)
- The Karate Kid (1984)
- Rambo: First Blood Part II (1985)
- The Karate Kid Part II (1986)
- Steele Justice (1987)
- The Karate Kid Part III (1989)
- White Light (1991)
- Project Shadowchaser (1992)
- Shootfighter: Fight to the Death (1992)
- Wyatt Earp: Return to Tombstone (1994)
- Future Shock (1994)
- Timelock (1996)
- Joseph's Gift (1998)
- Nowhere Land (2000)
- Crocodile 2: Death Swamp (2002)
- Curse of the Forty-Niner (2003)
- Glass Trap (2005)
- Miracle at Sage Street (2005)
- Max Havoc: Ring of Fire (2006)
- The Dead Sleep Easy (2008)
- Chinaman’s Chance: America’s Other Slaves (2008)
- Middle Men (2009)
- Savage (2011)
- The Life Zone (2011)
- Falcon Song (2014)
- Eternity: The Movie (2014)
- Tapped Out (2014)
- The Extendables (2014)
- Traded (2016)
- Once Upon a Time in Hollywood (2019)

### Televisie
- Cagney & Lacey (1982-1988)
- Cobra Kai (2018-2025)